# Райхеншванд
Райхеншванд (нім. Reichenschwand) — громада в Німеччині, розташована в землі Баварія. Підпорядковується адміністративному округу Середня Франконія. Входить до складу району Нюрнбергер-Ланд.
Площа — 6,84 км2. Населення становить 2352 ос. (станом на 31 грудня 2020).